# Dušan Stojinović
Dušan Stojinović (Lubiana, 26 agosto 2000) è un calciatore sloveno, difensore dello Jagiellonia.

## Caratteristiche tecniche
È un terzino destro.

## Carriera

### Club
Cresciuto nel settore giovanile del Bravo, debutta in prima squadra il 14 ottobre 2017 in occasione dell'incontro di 2. SNL perso 3-0 contro il NŠ Mura; nel gennaio seguente viene acquistato dal Celje.

### Nazionale
Ha giocato nelle nazionali giovanili slovene Under-17 ed Under-19.
Nel 2021 viene convocato dalla nazionale Under-21 per il campionato europeo di categoria; il 30 marzo scende in campo nel match della fase a gironi contro la Italia.

## Statistiche
Statistiche aggiornate al 24 marzo 2021.

### Presenze e reti nei club
| Stagione        | Squadra         | Campionato      | Campionato | Campionato | Coppe nazionali | Coppe nazionali | Coppe nazionali | Coppe continentali | Coppe continentali | Coppe continentali | Altre coppe | Altre coppe | Altre coppe | Totale | Totale | Totale |
| Stagione        | Squadra         | Comp            | Pres       | Reti       | Comp            | Pres            | Reti            | Comp               | Pres               | Reti               | Comp        | Pres        | Reti        | Pres   | Reti   |        |
| --------------- | --------------- | --------------- | ---------- | ---------- | --------------- | --------------- | --------------- | ------------------ | ------------------ | ------------------ | ----------- | ----------- | ----------- | ------ | ------ | ------ |
| 2017-gen. 2018  | Bravo           | 2.SNL           | 1          | 0          | CS              | 0               | 0               |                    | -                  | -                  |             | -           | -           | 1      | 0      |        |
| gen.-giu. 2018  | Celje           | 1.SNL           | 16         | 0          | CS              | 2               | 0               |                    | -                  | -                  |             | -           | -           | 18     | 0      |        |
| 2018-2019       | Celje           | 1.SNL           | 19         | 0          | CS              | 1               | 0               |                    | -                  | -                  |             | -           | -           | 20     | 0      |        |
| 2019-2020       | Celje           | 1.SNL           | 29         | 1          | CS              | 2               | 0               |                    | -                  | -                  |             | -           | -           | 31     | 1      |        |
| 2020-2021       | Celje           | 1.SNL           | 27         | 0          | CS              | 4               | 0               | UCL+UEL            | 0+1                | 0                  |             | -           | -           | 32     | 0      |        |
| 2021-gen. 2022  | Chimki          | PL              | 14         | 0          | CR              | 2               | 0               |                    | -                  | -                  |             | -           | -           | 16     | 0      |        |
| gen.-giu. 2022  | Celje           | 1.SNL           | 10         | 0          | CS              | 1               | 0               |                    | -                  | -                  |             | -           | -           | 11     | 0      |        |
| 2022-gen. 2023  | Celje           | 1.SNL           | 12         | 0          | CS              | 0               | 0               |                    | -                  | -                  |             | -           | -           | 12     | 0      |        |
| Totale Celje    | Totale Celje    | Totale Celje    | 113        | 1          |                 | 10              | 0               |                    | 1                  | 0                  |             | -           | -           | 124    | 1      |        |
| gen.-giu. 2023  | Jagiellonia     | E               | 12         | 0          | CP              | 0               | 0               |                    | -                  | -                  |             | -           | -           | 12     | 0      |        |
| Totale carriera | Totale carriera | Totale carriera | 140        | 1          |                 | 12              | 0               |                    | 1                  | 0                  |             | -           | -           | 153    | 1      |        |

## Palmarès

### Club

#### Competizioni nazionali
- Campionato sloveno: 1

Celje: 2019-2020
- Campionato polacco: 1

Jagiellonia: 2023-2024